# 藤原智泉
藤原 智泉（ふじわら の よしふち/としみつ）は、平安時代前期の貴族。藤原北家魚名流、越前守・藤原高房の子。官位は正五位下・播磨介。

## 経歴
元慶元年（877年）陽成天皇の大嘗会に際して、美濃守・源覚らとともに悠紀方の行事に任命される（この時の官職は従五位下・肥後介）。
のち、豊後守に遷って引き続き九州地方の地方官を務めるが、元慶3年（879年）智泉は「凡そ一国の興廃はただ官長に繋がる。庶務の理乱は佐職によるに非ず」として、任用官（現地の最高責任者である受領以外の国司）による郡司・書生等に対する懲戒権の剥奪を提言する。これは五位の介を適用外として法制化され、それまで国司の四等官が等しく保持していた懲戒権が官長（受領）に限定されるようになった。
元慶7年（883年）従五位上に昇叙され、のち時期は不明ながら正五位下・播磨介に叙任されている。

## 官歴
『日本三代実録』による。
- 時期不詳：従五位下
- 元慶元年（877年） 4月26日：見肥後介
- 元慶3年（879年） 9月4日：見豊後守[2]
- 元慶7年（883年） 正月7日：従五位上
- 寛平5年（893年） 日付不詳：見播磨前司[4]（介か）[1]
- 時期不詳：正五位下[1]

## 系譜
『尊卑分脈』による。
- 父：藤原高房
- 母：藤原真夏の娘
- 妻：紀道成の娘
  - 男子：藤原佐高